# Ksar Ouled Soltane
Ksar Ouled Soltane (arabe : قصر أولاد سلطان) est un ksar de Tunisie situé dans le gouvernorat de Tataouine.

## Localisation
Situé sur un piton à proximité des villages de Tazeghdanet, Techout et Beni Oussine, il couvre une surface rectangulaire de soixante mètres sur quarante ouverte par une unique entrée.

## Histoire
Kamel Laroussi date sa construction de 1699, avec une extension orientale édifiée autour d'une cour extérieure avant l'instauration du protectorat français en 1881. L'ensemble est complètement restauré à partir de 1993, même si les ghorfas ne comportent désormais plus de portes. En 2019, le ministère de la Culture consacre 100 000 dinars à son entretien et à sa rénovation en raison de dégâts enregistrés à la suite de pluies.
Le 10 janvier 2020, le gouvernement tunisien propose le site pour un futur classement sur la liste du patrimoine mondial de l'Unesco. Le 21 janvier 2021, un arrêté en fait un monument classé.

## Aménagement
Il compte 287 ghorfas dont 96 autour de la cour extérieure, le tout essentiellement réparti de nos jours sur trois à quatre étages.
Le grand nombre d'escaliers extérieurs collés à la maçonnerie et la présence de crochets en bois servant à hisser la marchandise dans les ghorfas le distinguent des autres ksour de Tunisie.

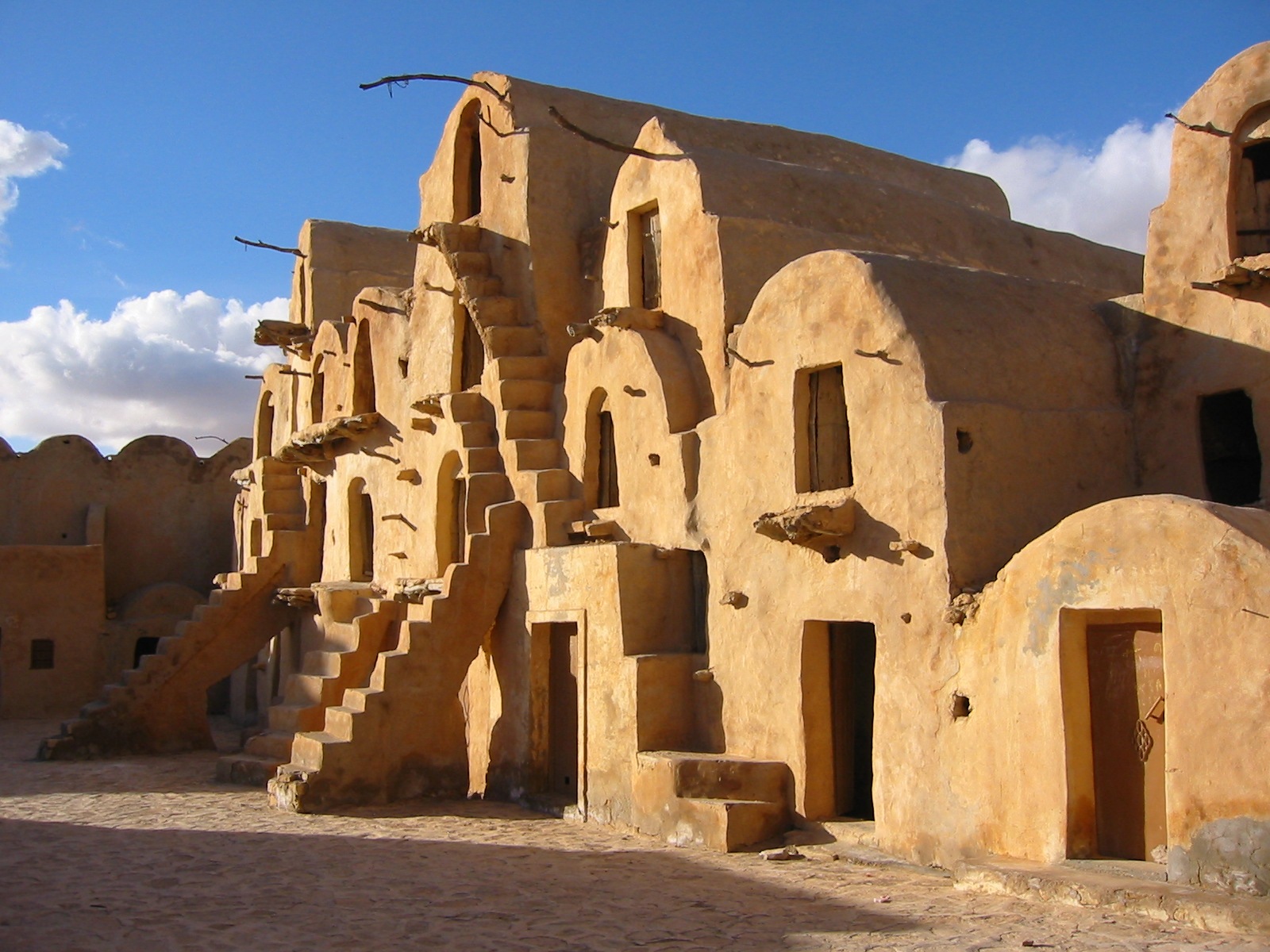
Façades avec les escaliers extérieurs et les crochets en bois.
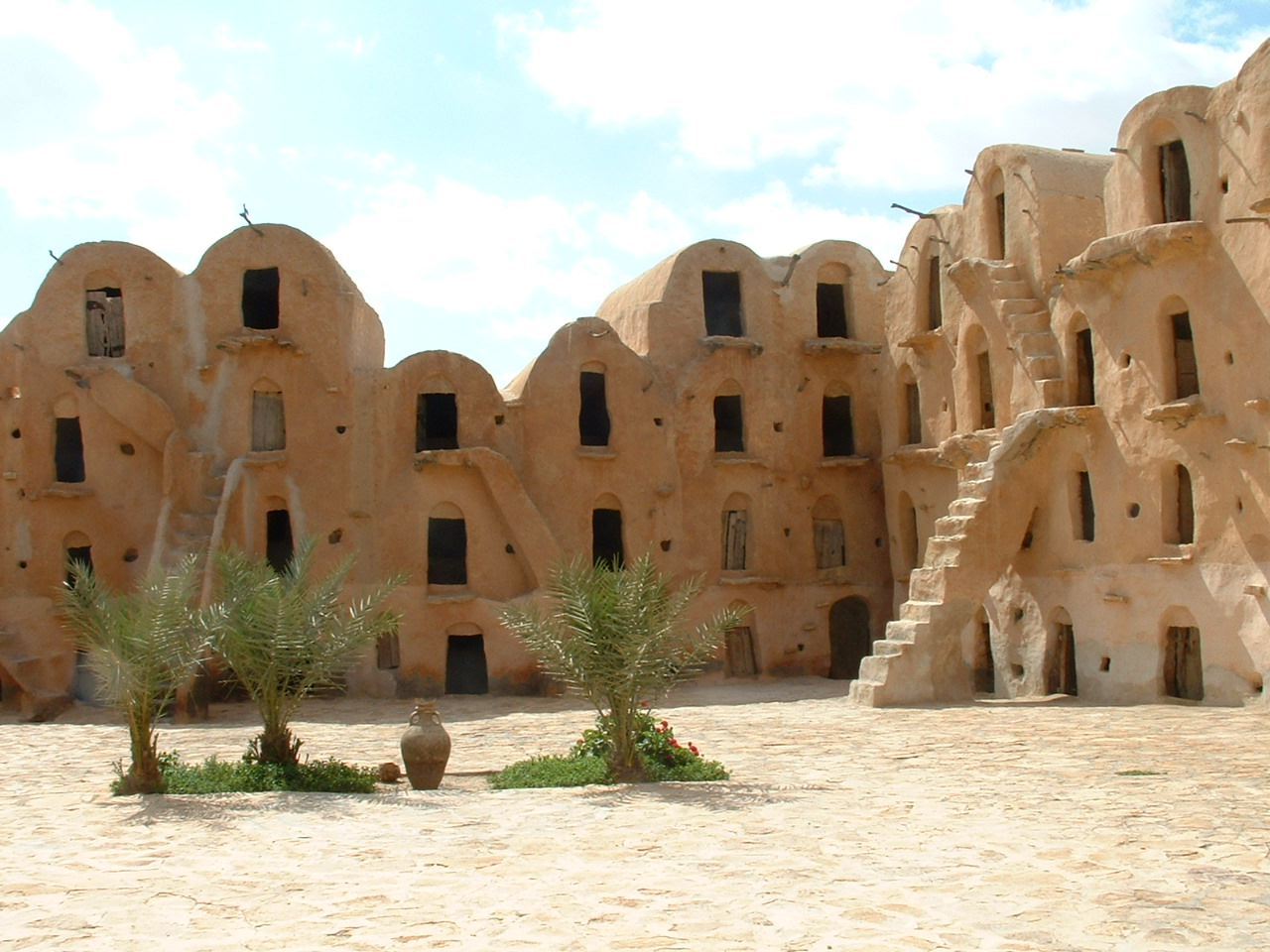
Palmiers plantés dans la cour intérieure.
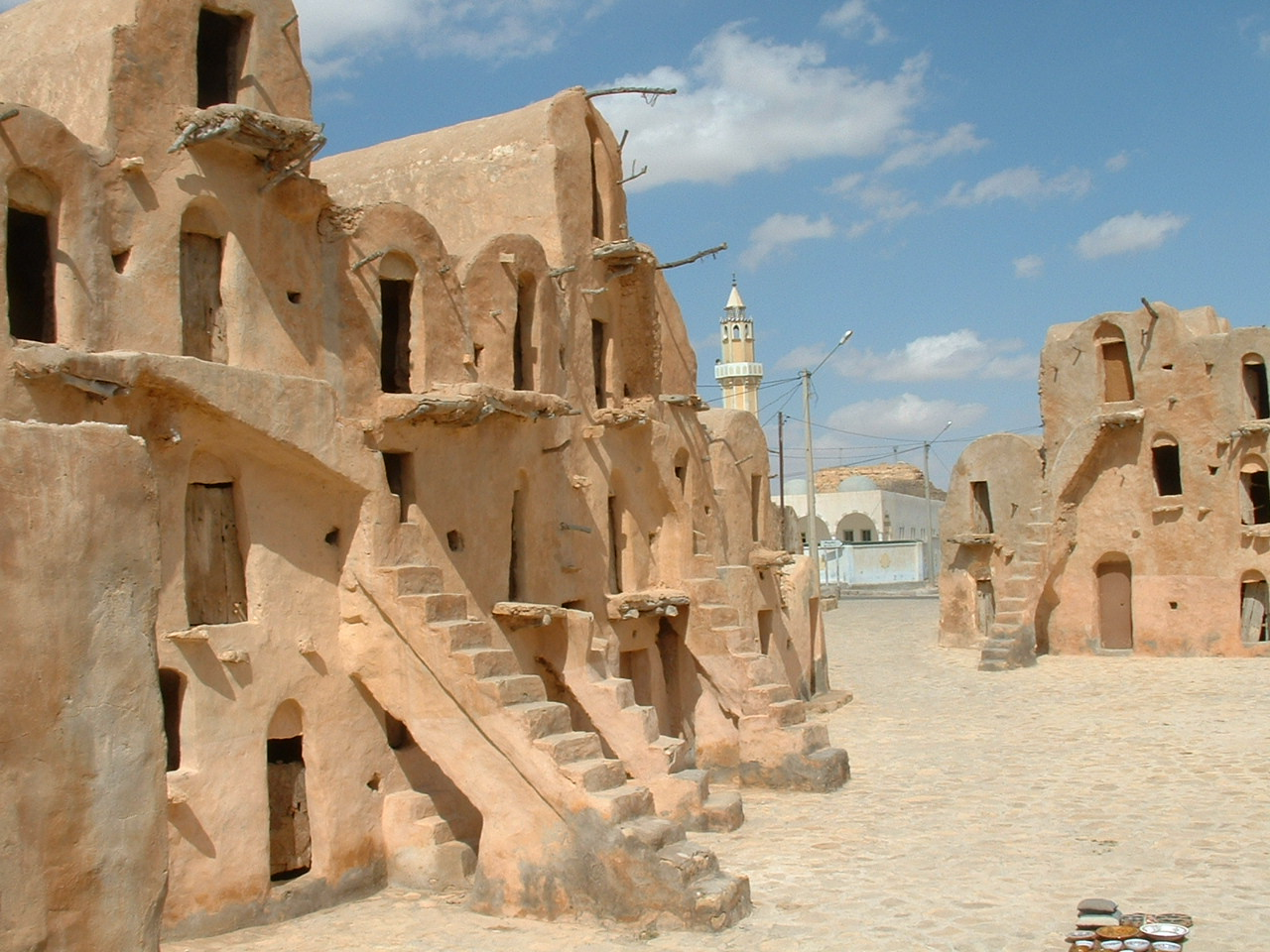
Vue vers l'entrée du ksar.

## Utilisation

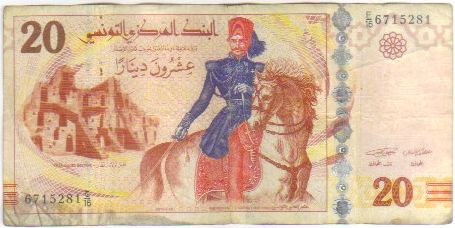
Billet de vingt dinars représentant le ksar et Kheireddine Pacha.

Considéré comme « l'un des plus importants » et photogéniques ksour du pays, il est l'objet de visites touristiques. Il figure sur le billet de vingt dinars émis en 2011.